# プロタゴラス (クレーター)
プロタゴラス (Protagoras) は、月の表側にあるクレーターであり、氷の海の北部に位置する。「万物の尺度は人間である」という言葉で知られる古代ギリシアの哲学者、プロタゴラスにちなんで名づけられた。
プロタゴラスの周壁は円に近い形状をしており、南西部分の周壁は他の部分に比べてやや低い。プロタゴラスの底は周囲の海よりも低く、隕石の衝突などの痕跡はほとんど見られない。プロタゴラスの周囲は平坦な土地である。プロタゴラスの北北西にはアルキタスが、プロタゴラスの南東にはアリストテレスが位置している。

## 従属クレーター
プロタゴラスのごく近くにある小さな無名のクレーターについては、アルファベットを付加することによって識別される。
| 名称          | 月面緯度     | 月面経度    | 直径 |
| ------------- | ------------ | ----------- | ---- |
| プロタゴラスB | 北緯 56.3 度 | 東経 5.7 度 | 4 km |
| プロタゴラスE | 北緯 49.5 度 | 東経 0.5 度 | 6 km |